# World Baseball Classic
Der World Baseball Classic, manchmal als WBC abgekürzt, ist ein internationales Baseballturnier für Nationalmannschaften, das von der World Baseball Softball Confederation (vor 2013: International Baseball Federation) ausgetragen wird. Initiiert wurde es nach Verhandlungen der Major League Baseball (MLB) und anderen Baseball-Profiligen weltweit. Nach den ersten beiden Ausgaben 2006 und 2009 ging man zu einem vierjährigen Austragungsrhythmus über. Den vierten World Baseball Classic 2017 gewannen erstmals die Vereinigten Staaten, das Mutterland des Baseballs.
Der WBC ist das erste internationale Turnier, an dem Nationalmannschaften aus Spielern der amerikanischen Major League teilnehmen. Bei den bisher existierenden Wettbewerben war das nicht der Fall: Die Nationalteams bei den Olympischen Sommerspielen bestanden oft aus College- und Minor-League-Spielern, da die Spiele mitten in die Saison der Major League fallen. Die Baseball-Weltmeisterschaft war bis 1996 auf Amateure beschränkt, hatte auch danach nur Teilnehmer aus Minor Leagues und erzielte wenig Interesse der Öffentlichkeit. Der WBC wurde als Wettbewerb geschaffen, der die besten Teams aller Nationen gegeneinander antreten lassen und die Popularität des Baseballs weltweit steigern soll. Inzwischen hat der World Baseball Classic in einem erweiterten Format die Weltmeisterschaft ganz ersetzt, die 2011 zum letzten Mal ausgetragen wurde.

## Geschichte

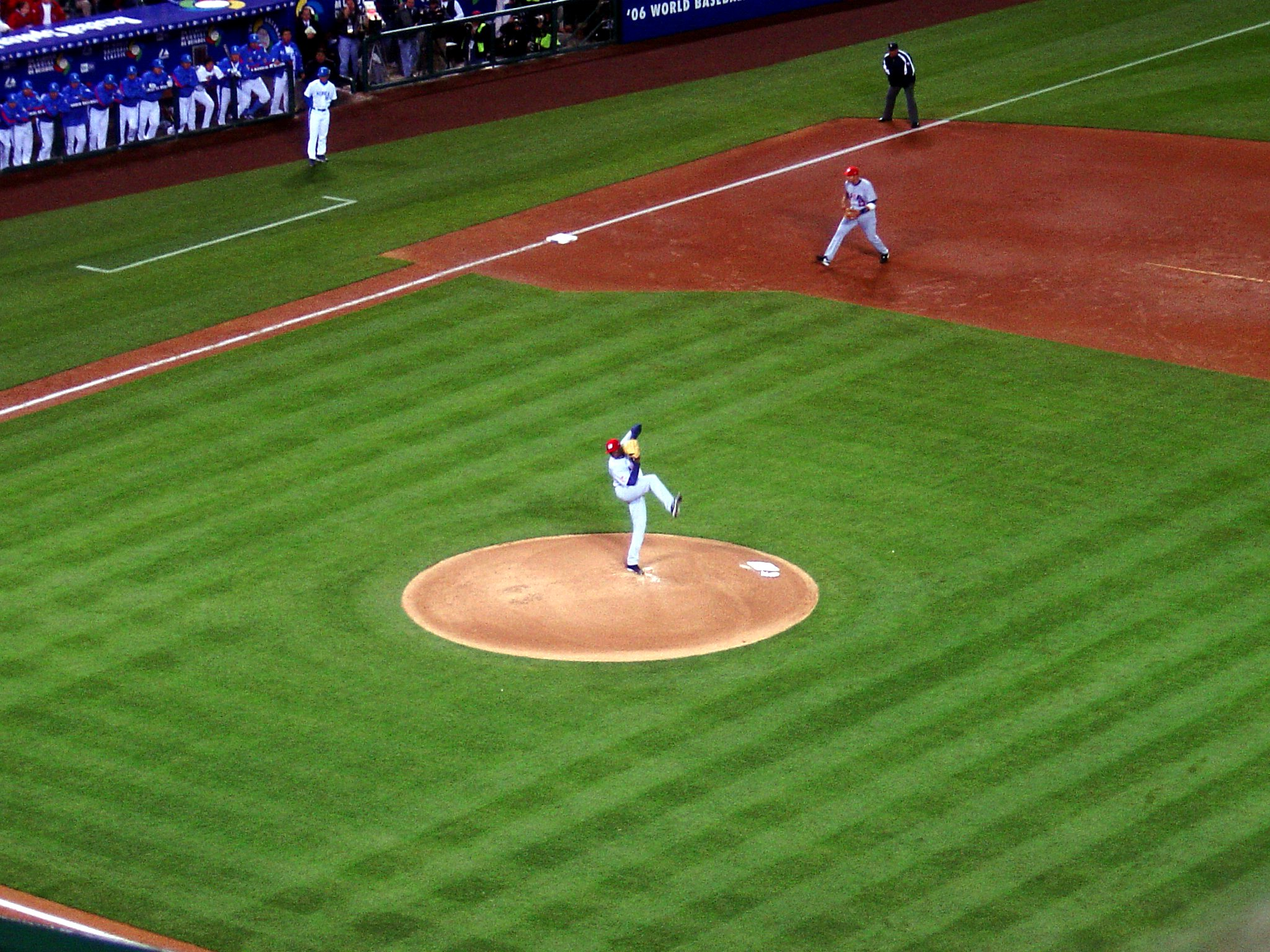
Das Spiel der USA gegen Korea am 13. März 2006 im Angel Stadium in Anaheim

Das Turnier wurde im Mai 2005 angekündigt. Schon seit zwei Jahren hatte die MLB versucht, in Verhandlungen mit dem Spielerverband MLBPA und den Teameigentümern ein solches Turnier zu organisieren. Der Austragungszeitpunkt in der Vorsaison im Frühjahr führte zu Einwänden der Eigentümer, darunter insbesondere George Steinbrenner von den New York Yankees, die mögliche Verletzungen ihrer Spielerstars und die nach olympischen Standards durchzuführenden Dopingkontrollen fürchteten. Am Ende stand eine Vereinbarung über eine Versicherung für die Spielerverträge und im Vergleich zur MLB strenge Dopingregeln, wonach die Teameigentümer ihren Spielern die Teilnahme am Turnier erlaubten.
Auch im japanischen Profibaseball gab es Auseinandersetzungen zwischen der Liga und ihren Teams über die Teilnahme ihrer Spieler am Turnier, die aber nach viermonatigen Verhandlungen ausgeräumt werden konnten: Am 16. September 2005 nahm die japanische Profiliga die Einladung der MLB an.
Vor dem geplanten dritten World Baseball kam es im Sommer 2011 erneut zu Auseinandersetzungen, diesmal über die Verteilung der Einnahmen: Die japanische Liga und der Spielerverband drohen, die japanische Teilnahme abzusagen, wenn ihre Anteile nicht erhöht werden. Außerdem hatten die Verbände Japans und Koreas darum gebeten, das Format des Turniers so zu ändern, dass dieselben Mannschaften im Verlauf eines Turniers seltener als bisher aufeinandertreffen.

## Modus

### 2006
Für den ersten World Baseball Classic wurde folgender Spielmodus vereinbart:
- In Runde 1 spielen 16 Teams in vier Gruppen (A bis D) im Round-Robin-System, d. h. keine Serien, sondern nur ein Spiel.
- In Runde 2 spielen die beiden Ersten der Gruppen in zwei Gruppen (A–B, C–D) erneut im Round-Robin-Modus.
- Die besten zwei Mannschaften beider Gruppen spielen gegeneinander das Halbfinale (jeweils Erster gegen Zweiter) und das Finale aus (wieder jeweils nur ein Spiel, keine Serie; durch das Format der ersten beiden Runden waren sich die Halbfinalteams vorher mindestens schon einmal begegnet).

### 2009
Wieder spielten 16 Teams in vier Gruppen, allerdings in den Runden 1 und 2 im Double-Elimination-Modus:
Die Sieger der Auftaktspiele spielen gegeneinander. Der Sieger dieses Spiels ist bereits für die zweite Runde qualifiziert.
Die Verlierer der Auftaktspiele bestreiten ein K.o.-Spiel. Der Gewinner spielt gegen den Verlierer des anderen Spiels den zweiten Zweitrundenplatz aus.
Die beiden qualifizierten Mannschaften bestreiten ein Platzierungsspiel, was für die Einordnung in der nächsten Turnierrunde Bedeutung hat.

### 2013
Das Gesamtteilnehmerfeld wurde auf 28 Nationen erweitert. Basierend auf der Platzierung bei den World Baseball Classic 2009 sind 12 Länder direkt für die Endrunde qualifiziert. Die 4 Teilnehmer, die bei den WBC 2009 kein Spiel gewannen und weitere 12 Nationen bestreiten den World Baseball Classic Qualifier in 4 Turnieren. Die jeweiligen Sieger komplettiert das 16 Länder umfassende Teilnehmerfeld.
Für den World Baseball Classic 2013 wurde folgender Spielmodus vereinbart:
- In Runde 1 spielen 16 Teams in vier Gruppen (A bis D) im Rundenturnier-Modus, d. h. Jeder gegen Jeden, keine Serien, sondern nur ein Spiel.
- In Runde 2 spielen die beiden Ersten der Gruppen in zwei Gruppen (A–B, C–D) im Double-Elimination-Modus
- Die besten zwei Mannschaften beider Gruppen spielen gegeneinander das Halbfinale (jeweils Erster gegen Zweiter) und das Finale aus

### 2017
Der Turniermodus 2017 war ähnlich wie 2006: Auf zwei Round-Robin-Gruppenphasen folgten Halbfinale und Finale. Allerdings war das Halbfinale diesmal über Kreuz gesetzt statt in derselben Gruppe. Außerdem war für bestimmte Konstellationen statistischen Gleichstands zwischen Zweit- und Drittplatzierten in der Gruppenphase ein zusätzliches Tiebreaker-Spiel vorgesehen. Auf diese Weise setzte sich in Gruppe D der ersten Runde Venezuela gegen Italien in einem zusätzlichen siebten Gruppenspiel durch.

### 2023
Das Turnier wurde von 16 auf 20 Mannschaften ausgeweitet. In vier Gruppen spielten jeweils fünf Mannschaften eine Vorrunde aus. Anschließend folgten die Achtelfinale, indem die Gruppenersten auf die -zweiten trafen, die Halbfinale und das Endspiel. Ein Spiel um Platz 3 fand nicht statt.

### 2026
Die World Baseball Classic gab am 23. Mai 2024 bekannt, dass das Turnier im März 2026 im LoanDepot Park in Miami (Gruppe D, Viertel- und Halbfinale sowie Endspiel), im Minute Maid Park in Houston, Vereinigte Staaten (Gruppe B und Viertelfinale), im Tokyo Dome in Tokio, Japan (Gruppe C), und im Estadio Hiram Bithorn in San Juan, Puerto Rico (Gruppe A), ausgetragen wird.
Folgende 20 Mannschaften haben sich für die Endrunde qualifiziert: 
- Amerika:  Brasilien,  Dominikanische Republik,  Kanada,  Kolumbien,  Kuba,  Mexiko,  Nicaragua,  Panama,  Puerto Rico,  Venezuela,  Vereinigte Staaten
- Asien:  Japan,  Südkorea,  Taiwan
- Europa:  Israel,  Italien,  Niederlande,  Tschechien,  Vereinigtes Königreich
- Ozeanien:  Australien

## Regeln
Die vereinbarten Regeln für den World Baseball Classic weichen teilweise von denen in der Major League ab:
- Ein Pitcher darf nicht antreten, wenn
  - nicht mindestens vier Tage nach einem Spiel vergangen sind, in dem er 50 oder mehr Pitches absolviert hat
  - nicht mindestens ein Tag nach einem Spiel vergangen ist, in dem er 30 oder mehr Pitches absolviert hat
  - nicht mindestens ein Tag nach einem Spiel vergangen ist, nachdem er an zwei aufeinander folgenden Tagen gepitcht hat
- Ein Pitcher darf nicht mehr werfen als
  - 70 Pitches in Runde 1 des Turniers (2006: max. 65)[9]
  - 85 Pitches in Runde 2 des Turniers (2006: max. 80)
  - 100 Pitches im Halbfinale und Finale (2006: max. 95)
  - Bei Erreichen des Limits darf er bis zum Ende der Plate Appearance (PA) des gegnerischen Batters im Spiel bleiben.
- Ein Spiel wird als Called Game abgebrochen, wenn
  - eine Mannschaft mit zehn oder mehr Runs führt und die unterlegene Mannschaft mindestens sieben Innings in der Offensive absolviert hat
  - eine Mannschaft mit 15 oder mehr Runs führt und die unterlegene Mannschaft mindestens fünf Innings in der Offensive absolviert hat
- Alle Spiele werden mit Designated Hitter (DH) ausgetragen.

## Ergebnisse
| Jahr | Finalgastgeber |                         | Finalisten | Finalisten         | Finalisten |                         | Halbfinalisten | Halbfinalisten |
| Jahr | Finalgastgeber | Sieger                  | Ergebnis   | 2. Platz           | 3. Platz   | 4. Platz                |                |                |
| 2006 | San Diego      | Japan                   | 10–6       | Kuba               | Südkorea   | Dominikanische Republik |                |                |
| 2009 | Los Angeles    | Japan                   | 5–3 (10)   | Südkorea           | Venezuela  | Vereinigte Staaten      |                |                |
| 2013 | San Francisco  | Dominikanische Republik | 3–0        | Puerto Rico        | Japan      | Niederlande             |                |                |
| 2017 | Los Angeles    | Vereinigte Staaten      | 8–0        | Puerto Rico        | Japan      | Niederlande             |                |                |
| 2023 | Miami          | Japan                   | 3−2        | Vereinigte Staaten | Mexiko     | Kuba                    |                |                |

## Spielstädte
Im Gegensatz zu vergleichbaren Turnieren wie dem Fußball-Weltmeisterschaft und der Basketball-Weltmeisterschaft, bei denen ein Land das gesamte Event austrägt, wird der WBC von mehreren Gastgebern aus der ganzen Welt veranstaltet. Bisher haben sieben Länder in Asien, Lateinamerika und den USA als Gastgeber für WBC-Spiele fungiert. Die Finalrunde wird traditionell in Stadien der Major League Baseball in den USA ausgetragen.
Nachfolgend werden alle Städte aufgezählt, die bereits eine WBC-Runde veranstaltet haben. Die Anzahl der ausgetragenen Runden steht in Klammern (F= Finale).
- Tokyo, Japan (6): 2006 1, 2009 1, 2013 2, 2017 1, 2017 2, 2023
- Miami, Vereinigte Staaten (4): 2009 2, 2013 2, 2017 1, 2023 F
- San Juan, Puerto Rico (4): 2006 1, 2006 2, 2009 1, 2013 1
- Phoenix, Vereinigte Staaten (3),  2006 1, 2013 1, 2023
- San Diego, Vereinigte Staaten (3): 2006 F, 2009 2, 2017 2
- Los Angeles, Vereinigte Staaten (2): 2009 F, 2017 F
- Scottsdale, Vereinigte Staaten (2): 2006 1, 2013 1
- Taichung, Taiwan (2): 2013 1, 2023
- Anaheim, Vereinigte Staaten (1): 2006 2
- Fukuoka, Japan (1): 2013 1
- Guadalajara, Mexiko (1): 2017 1
- Lake Buena Vista, Vereinigte Staaten (1): 2006 1
- Mexiko-Stadt, Mexiko (1): 2009 1
- San Francisco, Vereinigte Staaten (1): 2013 F
- Seoul, Südkorea (1): 2017 1
- Toronto, Kanada (1): 2009 1

## Zuschauerzahlen
| Jahr | Zuschauer Gesamt | Anzahl Spiele | Zuschauer Ø |
| ---- | ---------------- | ------------- | ----------- |
| 2006 | 737.112          | 39            | 18.900      |
| 2009 | 801.408          | 39            | 20.549      |
| 2013 | 885.212          | 39            | 22.698      |
| 2017 | 1.086.720        | 40            | 27.168      |

Den Zuschauerrekord für ein einzelnes Spiel hält das Finalspiel 2009 zwischen Japan und Südkorea im Dodger Stadium vor 54.846 Fans.